# Agrias pujoi
Agrias pujoi är en fjärilsart som beskrevs av Le Moult 1931. Agrias pujoi ingår i släktet Agrias och familjen praktfjärilar. Inga underarter finns listade i Catalogue of Life.